# Spionin auf Urlaub
Spionin auf Urlaub ist eine Komödie von Elodie Keene, produziert 2000.

## Handlung
Alison Shaeffer arbeitet für ein Verlagshaus. Sie ist mit Peter verlobt, der ihr den erwarteten Heiratsantrag nicht macht. Alison und ihre Mutter Gloria – von der Alison bereits häufig enttäuscht wurde – wollen daraufhin gemeinsam in den Urlaub fahren. Gloria wird auf dem Flughafen entführt.
Alison erfährt, dass ihre Mutter verdeckt für die CIA arbeitet. Es gelingt ihr, Gloria zu befreien, mit der sie sich versöhnt. Sie macht auch Schluss mit Peter. Alison denkt darüber nach, über die Ereignisse ein Buch zu schreiben.

## Kritiken
- Rotten Tomatoes: „angenehme Komödie“ („pleasant comedy“), Dyan Cannon spiele „fortwährend großartig“ („perpetually gorgeous“).[1]
- TV Movie: Die Komödie sei hirnlos („Auch die Hirnzellen machen Ferien“).[2]

## Erwähnenswertes
Die Komödie wurde in White Rock, British Columbia gedreht.

## Nachweislinks
1. ↑  My Mother The Spy auf Rotten Tomatoes (Memento vom 5. November 2004 im Internet Archive)
2. ↑  TV Movie.de (Memento vom 27. September 2007 im Internet Archive)